# York Castle

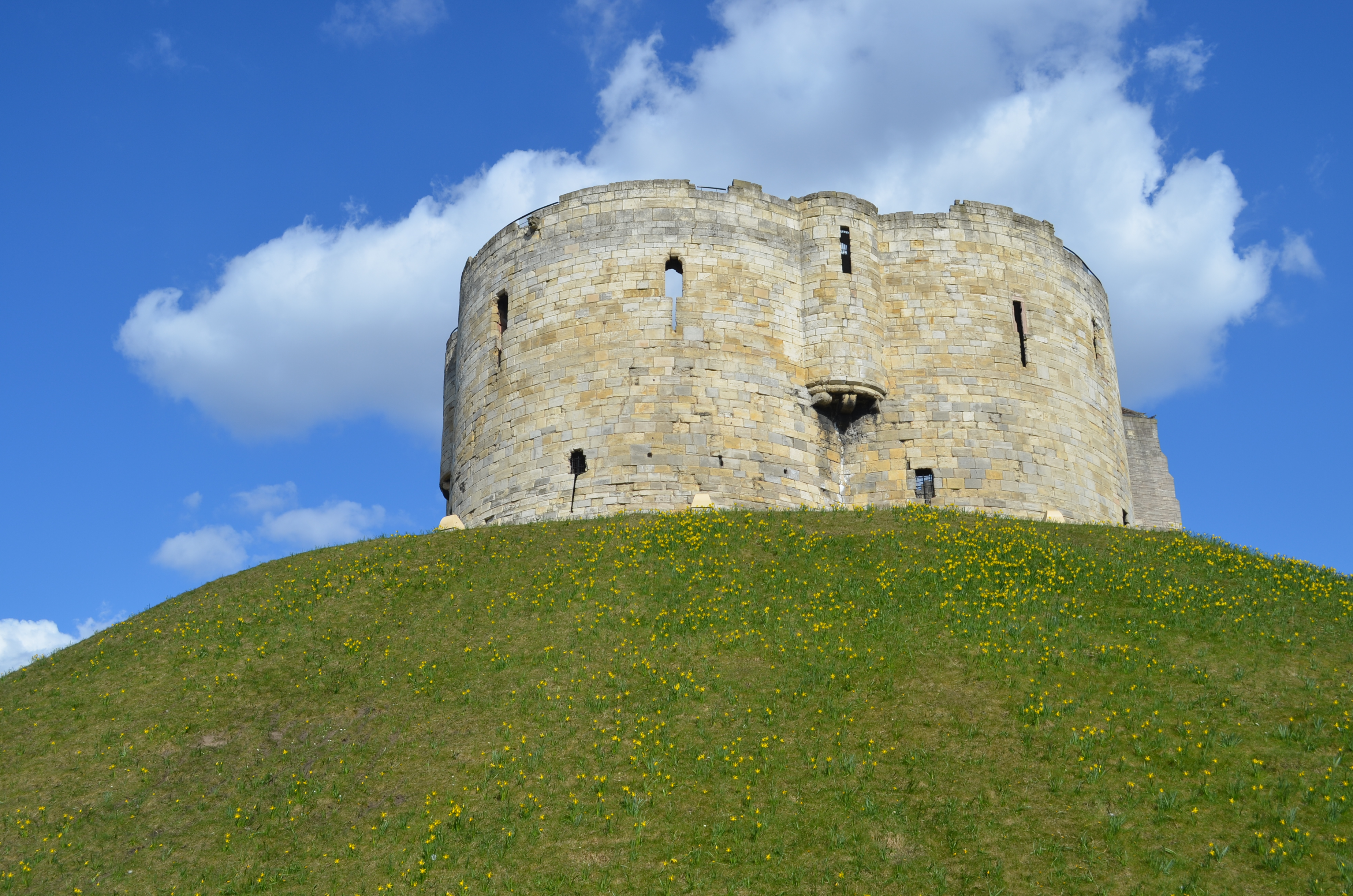
Clifford’s Tower, der Donjon von York Castle

York Castle ist eine Burgruine in der nordenglischen Stadt York. In den vergangenen neun Jahrhunderten beherbergte der befestigte Komplex am Südufer des River Foss eine Reihe von Burgen, Gefängnissen, Gerichtshöfen und anderen Gebäuden. Die Ruine des Donjons der normannischen Burg wird heute als Clifford’s Tower bezeichnet. Diese Burg wurde ursprünglich auf Geheiß Wilhelm des Eroberers gebaut, um die frühere Wikingerstadt York zu dominieren. Sie durchlebte eine tumultreiche frühe Geschichte, bevor sie zu einer großen Festung mit ausgedehnten Wasserbefestigungsanlagen ausgebaut wurde. Nach einer größeren Explosion 1684 waren die verbleibenden militärischen Befestigungen unbewohnbar. York Castle diente bis 1929 aber weiterhin als Gefängnis.
Die erste Motte an dieser Stelle wurde 1068 nach der normannischen Eroberung von York gebaut. Nachdem diese Burg bereits im Folgejahr von Rebellen und einer Wikingerarmee wieder zerstört worden war, wurde sie wieder aufgebaut und mit ausgedehnten Wasserbefestigungsanlagen, wie z. B. einem Burggraben und einem künstlichen See, besser befestigt. York Castle war eine wichtige königliche Festung im Norden Englands.
1190 fand im Donjon der Burg ein Pogrom statt, bei dem 150 ortsansässige Juden getötet wurden. König Heinrich III. ließ Mitte des 13. Jahrhunderts die Burg in Stein neu aufbauen. Dabei entstand ein Donjon mit einmaligem Grundriss in Kleeblattform, der von einer äußeren Burgmauer und einem massiven Torhaus umgeben war. In den schottischen Unabhängigkeitskriegen von 1298 bis 1338 bildete York Castle häufig das Zentrum der königlichen Verwaltung über England und ebenso eine wichtige Basis für militärische Operationen.
Im 15. und 16. Jahrhundert verfiel York Castle zusehends und wurde zunehmend als Gefängnis für örtliche Straftäter und politische Gefangene genutzt. Zur Zeit Elisabeth I. war man der Meinung, dass die Burg all ihren militärischen Wert eingebüßt hätte, aber sie wurde als Zentrum königlicher Autorität in York erhalten. Beim Ausbruch des englischen Bürgerkrieges 1642 wurde York Castle repariert und wieder befestigt, sodass es 1644 seine Rolle als royalistische Verteidigungsstellung gegen die parlamentaristischen Truppen spielen konnte. Bis 1684 blieb die Burg eine Garnison; dann zerstörte eine Explosion das Innere von Clifford’s Tower. Die Vorburg wurde im 18. Jahrhundert als Verwaltungssitz von Yorkshire im klassizistischen Stil wiederhergestellt und diente als Gefängnis und Schuldturm. Die Gefängnisreform des 19. Jahrhunderts führte zum Bau eines neuen Gefängnisses im jakobinischen Stil auf dem Burggelände im Jahre 1825. Erst diente es als Distriktgefängnis und dann als Militärgefängnis; dieses Gebäude wurde 1935 abgerissen. Im 20. Jahrhundert wurde die Ruine von Clifford’s Tower zu einer bekannten Touristenattraktion und zu einem nationalen Denkmal. English Heritage ist heute Eigentümer und die Burgruine öffentlich zugänglich. Die anderen verbliebenen Gebäude dienen als York Castle Museum und Crown Court.

## Geschichte

### 11. Jahrhundert
Im 10. Jahrhundert war York eine Hauptstadt der Wikinger und auch im 11. Jahrhundert war es weiterhin eine wichtige Stadt im Norden Englands. 1068 ließ Wilhelm der Eroberer auf seiner ersten Reise nach Norden nach der normannischen Eroberung Englands eine Reihe von Burgen über den Nordosten Englands verteilt bauen, auch York Castle. Diese erste Burg in York war eine einfache, hölzerne Motte zwischen den Flüssen Ouse und Foss, genau an der Stelle des heutigen York Castle. Die Burg wurde hastig erbaut; zeitgenössische Quellen sprechen von nur acht Tagen, auch wenn diese Terminierung angezweifelt wird. Die Motte war ursprünglich an ihrem Fuß 61 Meter breit. Da sie in städtischer Umgebung gebaut wurde, mussten Hunderte von Häusern abgerissen werden, um Platz für die Burg zu schaffen. William Malet, dem High Sheriff of Yorkshire wurde die Sorge um die Burg übertragen und er verteidigte sie erfolgreich gegen einen sofortigen Aufstand der benachbarten Bevölkerung.
Als Antwort auf die sich verschlechternde Sicherheitssituation reiste Wilhelm 1069 ein zweites Mal nach Norden. Er ließ in York eine weitere Burg bauen, an einer Stelle, die heute Baile Hill genannt wird und am Westufer der Ouse, gegenüber der ersten Burg, liegt. So versuchte er, die Kontrolle über die Stadt zu verbessern. Diese zweite Burg war ebenfalls eine Motte; sie konnte vermutlich über eine horizontale Brücke und Stufen, die in den Hügel geschlagen wurden, erreicht werden. Später im selben Jahr segelte eine dänische Wikingerflotte entlang des Humber und der Ouse bis nach York hinauf und griff mit Hilfe von Gospatric of Northumbria und einer Reihe örtlicher Rebellen beide Burgen an. Die Normannen setzten beim Versuch, die Dänen zurückzuschlagen, einige Häuser der Stadt in Brand. Der Brand geriet außer Kontrolle und griff auch auf das York Minster über. Einige meinen, auch die Burgen wurden so in Brand gesetzt. Die Burgen wurden eingenommen und teilweise abgerissen. Malet wurde von den Dänen gefangen genommen.
König Wilhelm führte 1069 und 1070 nach den Angriffen eine breitgefächerte Folge von Strafexpeditionen in ganz Nordengland durch. Dieses Harrying of the North stellte eine ausreichende Ordnung wieder her, damit die Burgen wiederaufgebaut werden konnten – wiederum aus Holz. Die Vorburg von York Castle wurde dabei leicht vergrößert. Man nimmt an, dass folgende Gebäude sich in der Burg befunden haben: „Rittersäle, Küchen, eine Kapelle, Kasernen, Lager, Stallungen, Schmieden [und] Werkstätten“. Als 1086 das Domesday Book geschrieben wurde, war York Castle auch von einem wassergefüllten Burggraben umgeben und ein großer, künstlicher See namens King's Pool, gespeist vom River Foss durch einen Damm, zu diesem Zweck angelegt worden. Weitere private Bauten, auch zwei Wassermühlen, mussten abgerissen werden, um Platz für die Wasserbefestigungsanlagen zu schaffen. Mit der Zeit wurde die Burg am Baile Hill zugunsten der ersten Burg aufgegeben. Nur der Mottenhügel, den man heute noch sehen kann, blieb übrig.

### 12. Jahrhundert

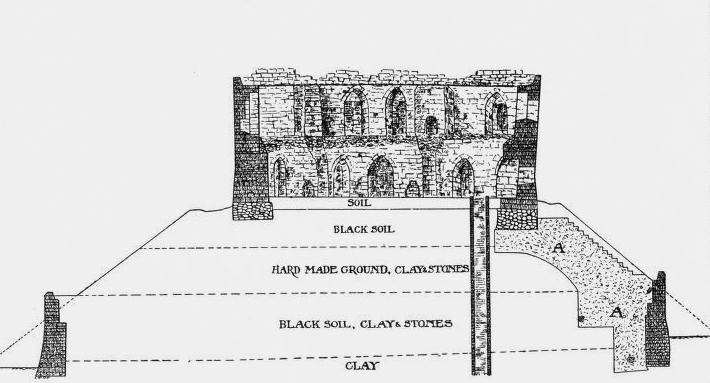
Ein Schnitt durch die Motte von York Castle, von Sir Basil Mott (1903). „A“ bezeichnet die Betonunterstützung aus dem 20. Jahrhundert. Die niedrigen Mauern, die die Basis der Motte umschließen, stammen aus dem 19. Jahrhundert.

König Heinrich II. besuchte York Castle viermal in seiner Regierungszeit. Die königlichen Schlafkammern befanden sich damals aus Sicherheitsgründen im Donjon und Heinrich zahlte £ 15 für die Reparatur des Donjons. Während seines Besuches im Jahre 1175 nutzte Heinrich die Burg, um die Huldigung von Wilhelm dem Löwen von Schottland entgegenzunehmen. Wassermühlen wurden in der Nähe der Burg gebaut, um die Garnison zu versorgen, und dem militärischen Templerorden wurde Mitte des 12. Jahrhunderts das Eigentum daran zugesprochen. Die Mühlen erwiesen sich als zu anfällig für Überflutungen durch die beiden Flüsse und mussten wiederholt instand gesetzt werden.
Im Jahre 1190 fand in York Castle das schlimmste Pogrom im mittelalterlichen England statt. Die Normannen hatten die ersten jüdischen Gemeinden in England eingeführt, wo einige Juden sich als Geldverleiher betätigten, eine wichtige, aber durch die katholische Kirche für Christen verbotene Tätigkeit. Englische Juden waren erheblichen religiösen Vorurteilen ausgesetzt und arbeiteten hauptsächlich von Städten aus, in denen sich eine königliche Burg zu ihrem Schutz im Falle von Übergriffen durch die mehrheitlich christliche Bevölkerung befand. Der Schutz durch die Könige war üblicherweise garantiert, da die normannischen und angevinischen Könige verfügt hatten, dass jüdische Besitzungen und Schulden bei den Juden letztlich der Krone gehörten und beim Tod des betreffenden Juden an den König fielen.
Richard I. wurde 1189 zum König von England gekrönt und kündigte seine Absicht an, sich den Kreuzzügen anzuschließen, was anti-jüdische Gefühle aufflammen ließ. Es kamen Gerüchte auf, dass der König befohlen hätte, die englischen Juden anzugreifen. In York entluden sich die Spannung im Folgejahr in Gewalt. Richard de Malbis, der dem mächtigen Juden Aaron von Lincoln Geld schuldete, missbrauchte einen versehentlich verursachten Hausbrand dazu, den örtlichen Mob dazu aufzuwiegeln, Haus und Familie eines kürzlich verstorbenen jüdischen Angestellten von Aaron of Lincoln anzugreifen. Josce von York, der Leiter der jüdischen Gemeinde, geleitete die jüdischen Familien in die königliche Burg, wo sie im hölzernen Donjon Zuflucht suchten. Der Mob umzingelte die Burg, und als der Constabler die Burg verließ, um die Situation zu diskutieren, weigerten sich die Juden, die Angst hatten, dass der Mob in die Burg einfiele oder dass sie an den Sheriff ausgeliefert würden, ihn zurückkehren zu lassen. Die Belagerung dauerte bis zum 16. März an und die Situation der Juden wurde schließlich unhaltbar. Ihr religiöser Anführer, Rabbi Yomtob, schlug einen Akt von kollektivem Suizid vor, um eine Tötung durch den Mob zu verhindern, und so wurde die Burg in Brand gesetzt, damit ihre Leichen nicht verstümmelt würden. Etliche Juden kamen im Feuer um, aber die meisten nahmen sich das Leben, um sich nicht dem Mob auszuliefern. Einige Juden ergaben sich und versprachen, zum Christentum zu konvertieren, wurden aber von der verärgerten Menge getötet. Etwa 150 Juden starben insgesamt bei dem Massaker. Der Donjon wurde auf der Motte, die um 4 Meter erhöht wurde, wiederaufgebaut, wiederum in Holz, wodurch Kosten von £ 207 entstanden.

### 13. und 14. Jahrhundert

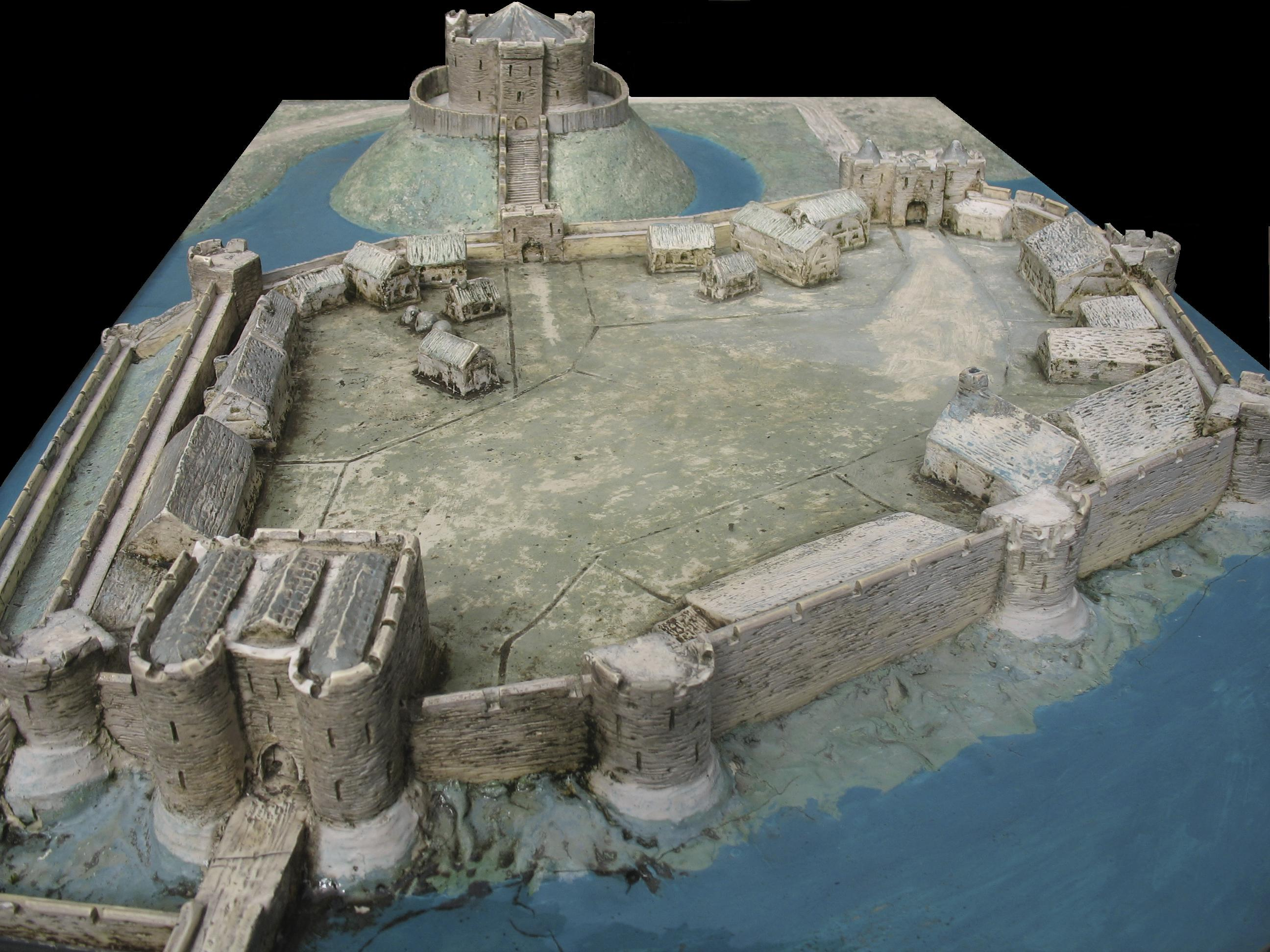
Rekonstruktion von York Castle im 14. Jahrhundert, gesehen von Südosten

König Johann Ohneland nutzte während seiner Regentschaft York Castle intensiv, wobei ihm der Donjon zu seiner Sicherheit als persönliche Wohnung diente. Die Burg wurde in dieser Zeit in gutem Zustand erhalten. Aus dieser Zeit stammen auch die ersten Aufzeichnungen der Nutzung der Burg als Gefängnis: Dort saßen Gefangene ein, die Johann Ohneland während seiner Feldzüge in Irland gemacht hatte. Im 13. Jahrhundert hatte man ein gutes System von Castle-Guards etabliert, unter denen der König verschiedene Ländereien um York als Gegenleistung für die Zurverfügungstellung von Rittern und Bogenschützen zur Unterstützung der Burgverteidigung verteilte.
König Heinrich III. nutzte die Burg ebenfalls intensiv, aber während seines Besuches an Weihnachten 1228 zerstörte ein Wintersturm den hölzernen Donjon auf der Motte. Der Donjon wurde offensichtlich nicht repariert, stattdessen entstand ein neues Gebäude für den König in der Vorburg. Im Jahre 1244, als die Schotten mit der Invasion Englands drohten, besuchte König Heinrich III. die Burg und ordnete den Wiederaufbau des Donjons in weißem Kalkstein zum Preis von etwa £ 2.600 an. Die Arbeiten wurden zwischen 1245 und 1270 ausgeführt und umfassten den Bau einer mit Türmen versehenen Kurtine, eines Torhauses von beträchtlicher Größe mit zwei großen Türmen, zweier kleinerer Torhäuser, eines kleinen Wassertores, eines kleinen Durchgangs zur Stadt, einer Kapelle und eines steinernen Donjons, der zuerst King's Tower und später dann Clifford’s Tower genannt wurde.
Clifford’s Tower ist von ungewöhnlicher Konstruktion. Der zweistöckige Turm hat den Grundriss eines vierblättrigen Kleeblattes mit vier runden Lappen. Jeder Lappen misst 6,5 Meter im Durchmesser und hat 3 Meter dicke Wände. An seiner breitesten Stelle erreicht der Donjon 24 Meter. Ein quadratisches Torhaus von 6,5 Meter Breite schützte den Eingang auf der Südseite zwischen zwei der Lappen. Zwischen den anderen Lappen gibt es Wehrtürmchen. Große Konsolen und ein zentraler Pfeiler trugen das riesige Gewicht der Steine im Obergeschoss. Gucklöcher von an York Castle einmaliger Konstruktion dienten als Schießscharten. Eine Kapelle mit 4,5 Meter × 4,2 Meter Größe wurde über den Eingang gebaut, die auch als Fallgatterraum diente, so wie in Harlech Castle und Chepstow Castle. Man denkt, dass der Turm als Versuch gedacht war, Flankenfeuer zu verbessern, indem man einen größeren Teil des Erdbodens von der Spitze des Donjons aus überblickbar machte. Zwar ist eine solche Konstruktion in England einmalig, sie ähnelt aber der in der Burg Étampes in Frankreich und könnte die Konstruktion des später entstandenen Donjons von Pontefract Castle beeinflusst haben. König Heinrich beauftragte den Baumeister Henry de Rayns und den Bauschreinermeister Simon von Northampton mit diesem Projekt und die Kosten des Turmes machten einen Großteil der Gesamtkosten der damaligen Arbeiten an der Burg aus.

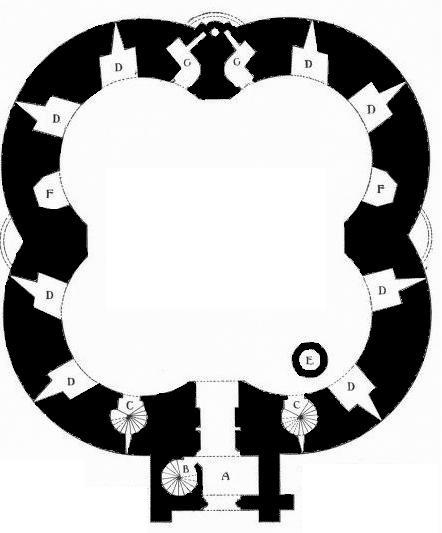
Ein Grundriss von Clifford’s Tower. A=Durchgang; B=Treppenhaus zur Kapelle im Obergeschoss; C=Treppenhäuser zu den oberen Ebenen und zur Brüstung; D=Rücksprünge für die Gucklöcher; E=Brunnen; F=offene Kamine; G=Aborte

Die neue Burg benötigte fortgesetzte Investitionen, um ihre Eigenschaft als militärische Festung zu erhalten. Winterfluten zum Jahreswechsel 1315/16 spülten Erde am Fuß der Motte weg, was sofort repariert werden musste. Um 1358–1360 litt der schwere Steindonjon erneut unter Setzung und der südöstliche Lappen riss von oben bis unten auf. Königliche Beamte empfahlen, den Donjon komplett neu zu bauen, stattdessen wurde aber der Lappen für £ 200 repariert.
König Eduard I. gab dem High Sheriff of Yorkshire weitreichende Macht, Recht und Gesetz in der Stadt York anzuwenden und die Sheriffs wählten Clifford’s Tower zu ihrem Hauptquartier. In den schottischen Unabhängigkeitskriegen unter Eduard I. und seinem Sohn bildete York Castle für fast die Hälfte der Jahre zwischen 1298 und 1338 auch ein Zentrum königlicher Verwaltung in England. Viele Institutionen aus Westminster folgten dem König nach Norden nach York und etablierten sich auf dem Burggelände. Die damals existierenden Gebäude der Burg erwiesen sich als nicht ausreichend, alle Verwaltungsinstitutionen aufzunehmen. Ein vorläufiges Gebäude in der Burg entstand in den Anfangsjahren für den Zivilgerichtshof. In den Jahren 1319–1320 erhielt der Gerichtshof ein neues Gebäude. Das Finanzamt (Exchequer) übernahm Clifford’s Tower. Als Folge der ausgedehnten Nutzung der Burg für diese Zwecke wetteiferte das Gericht auf York Castle mit dem in London. Dies blieb bis in die 1360er-Jahre so. Die Burg bekam 1344 auch ihre eigene Münzprägeanstalt. Dies hatte Eduard III. angeordnet, um dort Gold- und Silbermünzen für den Gebrauch in Nordengland prägen zu lassen. Europäische Münzpräger wurden nach York gebracht, um die neue Münze in Betrieb zu nehmen.
Heinrich III. baute die Rolle der Burg als Gefängnis weiter aus, sodass viele Arten von Gefangenen dort einsaßen. Der Sheriff war damals für das Gefängnis verantwortlich und der Hilfssheriff übernahm üblicherweise ganz die Rolle eines Gefängniswärters. Bis zu 310 Gefangene saßen gleichzeitig in der Burg ein. Die Verhältnisse, unter denen die Gefangenen gehalten wurden, waren “erschreckend” und führten vielfach zum Tod der Häftlinge. Ausbrüche aus dem Gefängnis waren relativ üblich und viele davon, wie z. B. ein Ausbruch von 28 Häftlingen 1298, waren erfolgreich. Als der militärische Templerorden in England 1307 aufgelöst wurde, nutzte man York Castle als Gefängnis für viele der inhaftierten Ritter. Die Mühlen der Burg, die vorher dem Templerorden gehört hatten, fielen gleichzeitig an die Krone zurück. Eduard II. nutzte die Burg auch als politisches Gefängnis in seinem Kampf gegen die rebellierenden Barone 1322 und nach der Schlacht bei Boroughbridge wurden viele besiegte Rebellenführer auf York Castle hingerichtet.
Gegen Ende des 14. Jahrhunderts war die Vorburg hauptsächlich von der örtlichen Grafschaftsverwaltung belegt. Die Burg diente in großem Umfang als Gefängnis, wobei die Häftlinge in verschiedenen Türmen um die Vorburg saßen. Das alte „Castle-Guard“-System zur Sicherung der Burg war so verändert worden, dass die Krone die Pachten der örtlichen königlichen Ländereien nutzte, um Wächter für die Burg anzuheuern. Zunehmend zogen es die königlichen Herrschaften vor, im Franziskanerkloster in York zwischen der Burg und dem königlichen Kai an der Ouse zu weilen, während ihr Hofstaat in der Marienabtei in York oder in der Andreaspriorei in der Gegend des Fishergate residierte.

### 15. und 16. Jahrhundert

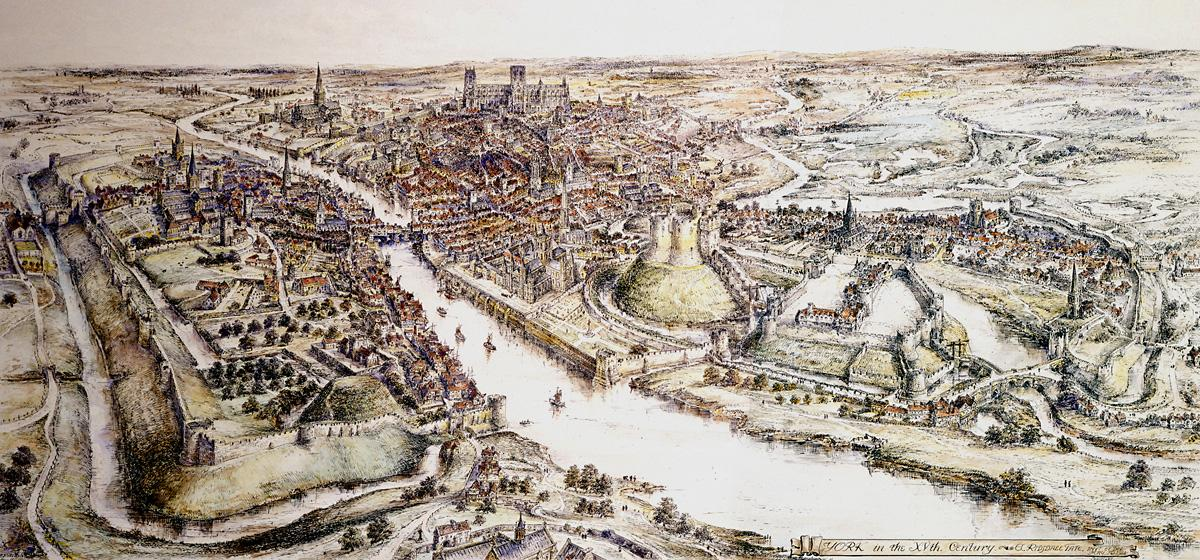
Ein Panorama von York im 15. Jahrhundert. York Castle liegt auf der rechten Flussseite, gegenüber der aufgelassenen Motte von Baile Hill.

Im 15. Jahrhundert galt York Castle zusammen mit Nottingham Castle als wichtiger Aktivposten für die Sicherheit in Nordengland, aber die Investitionen auch in diese Burgen gingen zurück. Reparaturen an York Castle wurden ab 1400 zur Seltenheit und so verfiel die Burg zusehends. Richard III. erkannte das Problem und ließ einige der besonders altersschwachen Gebäude abreißen, aber er starb in der Schlacht von Bosworth, bevor ein Neubau dieser Gebäude beginnen konnte. In der Regierungszeit von Heinrich VIII. berichtete der Altertumsforscher John Leland, dass die Burg ziemlich verfallen war. Nichtsdestoweniger blieben die Wasserbefestigungen intakt, anders als bei vielen anderen Burgen in dieser Zeit. Als Folge des Verfalls musste Heinrich darüber informiert werden, dass die Ratsmitglieder des Königs keine offizielle Residenz mehr hatten, in der sie leben und arbeiten konnten, wenn sie in York waren. Die Münze in der Burg wurde nach dem Tod von König Eduard VI. 1553 geschlossen und die Mühlen der Burg wurden 1464 an ein örtliches, gemeinnütziges Krankenhaus abgegeben. Das Krankenhaus wurde dann während der Reformation geschlossen und die Mühlen gerieten wieder in private Hände.
Die Burg diente weiterhin als Gefängnis, zunehmend für örtliche Verbrecher, und als Ort für politisch motivierte Hinrichtungen. Im 16. Jahrhundert war es Usus geworden, Straftäter an der Spitze von Clifford’s Tower zu hängen, anstatt sie in Micklegate Bar (Torhaus an der Stadtmauer von York), dem früheren Ort für die Vollstreckung von Todesstrafen in York, zu töten. So wurde z. B. im Jahre 1536 der politische Führer Robert Aske auf Befehl Heinrichs VIII. auf York Castle hingerichtet, nachdem seine Pilgrimage of Grace als Protest gegen die Auflösung der englischen Klöster fehlgeschlagen war. Die meiste Zeit behielten die Sheriffs von Yorkshire die Kontrolle über die Burg, wenn es auch ein paar bemerkenswerte Ausnahmen davon gab, wie z. B. die Ernennung des königlichen Favoriten Robert Ryther durch König Eduard IV. 1478. Ende des 16. Jahrhunderts aber erhielt die Familie Clifford, die Earls of Cumberland, den erblichen Titel des Konstablers der Burg und Clifford’s Tower erhielt damals seinen Namen nach dieser Familie.
Der Verfall der Burg setzte sich in die Regierungszeit von Elisabeth I. fort, der man dann mitteilte, dass die Burg keinen militärischen Wert mehr hätte. Robert Redhead, der Turmwächter, war damals berüchtigt, dass er Teile der Burg einriss und die Steine zu seinem eigenen Profit verkaufte. Trotz diverser Versuche von Offiziellen der Stadt und der Krone, diesem Gebaren Einhalt zu gebieten, fuhr Redhead fort, der Burg großen Schaden zuzufügen, bevor er gezwungen werden konnte, damit aufzuhören. 1596 gab es Vorschläge, Clifford’s Tower vollständig abzureißen, was man aber wegen der starken Gefühle der Bevölkerung vor Ort ablehnte.

### 17. Jahrhundert

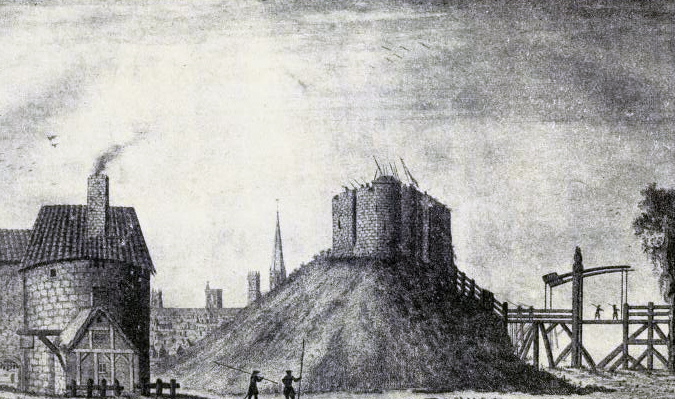
York Castle 1644 im englischen Bürgerkrieg, nach Francis Place.

Der Unterhalt der Burg wurde zunehmend teuer und 1614 verkaufte König Jakob I. Clifford’s Tower und die umgebenden Ländereien an John Babington und Edmund Duffield, zwei Grundstücksspekulanten. Diese wiederum verkauften ihn an eine Kaufmannsfamilie aus York. 1642 aber brach der englische Bürgerkrieg zwischen den rivalisierenden Parteien der Royalisten und der Parlamentaristen aus. Streitkräfte, die König Karl I. treu ergeben waren, bildeten 1643 unter dem Kommando von Henry Clifford die Garnison auf York Castle und in der umgebenden Stadt. York wurde geradezu die „nördliche Hauptstadt“ der royalistischen Sache. Clifford ließ die Burg reparieren und die Mauern verstärken, sodass sie mit Kanonen bestückt werden konnten. Sein Wappen platzierte er zusammen mit dem des Königs über dem Eingang. Das Torhaus von Clifford’s Tower wurde grundlegend umgebaut und verlor so sein originales, mittelalterliches Aussehen. Baile Hill auf der anderen Flussseite wurde zu einem Kanonenstandort. die Münzanstalt der Burg wurde wiedereröffnet, um die Truppen des Königs mit Münzen zu versorgen.
Das Kriegsglück wendete sich gegen die Royalisten und am 23. April 1644 begannen parlamentaristische Kräfte mit der Belagerung von York. Eine schottische Armee unter Alexander Leslie kam von Süden, während die parlamentaristischen Kräfte unter Ferdinando Fairfax von Osten kamen. Sechs Wochen später brachte Edward Montagu ein drittes Kontingent nach York, womit die Zahl der Belagerer auf 30.000 stieg. William Cavendish befehligte die Stadt während der Belagerung, während Colonel Sir Francis Cobb zum Gouverneur der Burg ernannt wurde. Trotz des Bombardements, der Versuche, die Mauern zu unterminieren und der Angriffe auf die Tore konnte sich die Stadt den ganzen Mai und Juni hindurch behaupten. Prinz Ruprecht wurde an der Spitze von Entsatztruppen nach York gesandt und schaffte es durch geschicktes Manövrieren, die Belagerer zur Aufgabe und zum Rückzug zu zwingen, wodurch die Belagerung der Stadt am 1. Juli aufgehoben wurde. Tags darauf besiegten parlamentaristische Kräfte die Truppen von Prinz Ruprecht in der Schlacht von Marston Moor, etwa 10 km westlich von York, was die Aufgabe von York und York Castle unvermeidlich machte. Am 14. Juli wurden Stadt und Burg an die parlamentaristischen Kräfte übergeben, die den ehrenhaften Abzug der royalistischen Truppen gestatteten.
Das Parlament ernannte Thomas Dickenson, den örtlichen Major, zum Gouverneur von Clifford’s Tower. Die Kontrolle über die Burg verblieb bis zur Stuart-Restauration beim Major. Es gab Versuche, Clifford’s Tower, den die Parlamentaristen als Garnison nutzten, von den Gebäuden der Vorburg, die weiterhin als Gefängnis dienten, zu trennen. Oliver Cromwell besuchte Clifford’s Tower 1650 und erhielt Salutschüsse von den obendrauf stationierten Kanonen. Die Kosten der Garnison musste die Stadt York tragen.

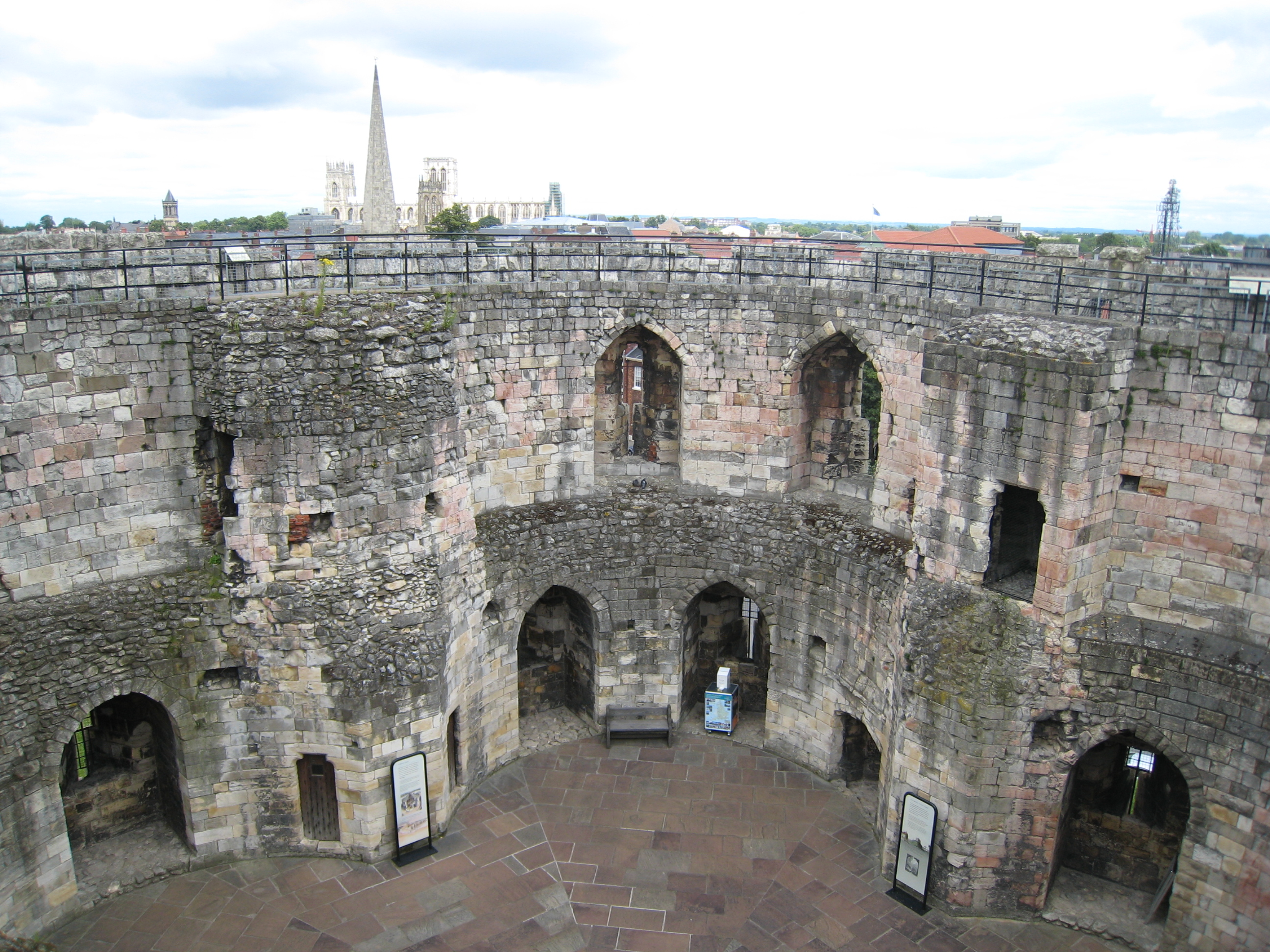
Eine massive Explosion zerstörte Dach, Boden und zentralen Pfeiler von Clifford’s Tower, ließ aber die Mauern intakt.

Nach der Stuart-Restauration von König Karl II. beanspruchten die früheren Eigner von Clifford’s Tower diesen und erhielten dann auch ihr Eigentum zurück. Weiterhin war dort aber eine Garnison stationiert, die die Besitzer an der Nutzung ihres Eigentums hinderte. Der Donjon wurde repariert und zu einem Magazin für Schießpulver und Kanonenkugeln gemacht. Man versuchte auch, den Zustand des Burggrabens, der vollkommen verschlammt war, zu verbessern. Während der Stuart-Restauration waren auch noch einige politische Gefangene auf der Burg inhaftiert, z. B. George Fox, der Gründer der Quäker.
Die Einrichtungen der Grafschaft in der Vorburg wurden in diesen Jahren erweitert, z. B. wurden das Grand Jury House und die Common Hall ausgebaut, aber in den 1680er-Jahren stellte man die Rolle der militärischen Garnison auf York Castle in Frage. Sir Christopher Musgrave fertigte 1682 einen Bericht für die Krone. Er wies darin darauf hin, dass ein Ausbau der Burg zu einer modernen Festung mindestens £ 30.000 kosten würde, und schlug dafür sechs Bastionen vor. Die dafür notwendigen Arbeiten wurden nie ausgeführt. Zwischenzeitlich waren die Garnison und die Burg bei der Bevölkerung von York sehr unbeliebt geworden, sowohl wegen der Kosten als auch wegen der Bevormundung von außen.
Am Georgstag 1684 um etwa 22.00 Uhr zerstörte eine Explosion im Magazin das gesamte Innere von Clifford’s Tower vollständig. Die offizielle Erklärung hierfür war, dass Salutschüsse zur Feier des Tages vom Dach des Gebäudes das Magazin in Brand gesetzt hätten. Die meisten Geschichtsforscher allerdings meinen, dass die Explosion nicht versehentlich verursacht wurde. Damals war es in der Stadt üblich, auf die mögliche Zerstörung des „Minced Pie“ (dt.: Hackfleischkuchen), wie die Einwohner von York die Burg nannten, zu trinken. Eigenartigerweise hatten kurz vor der Explosion einige Mitglieder der Garnison ihre persönliche Habe in Sicherheit gebracht und kein einziger Soldat wurde bei dem Ereignis verletzt. Die Hitze des Feuers färbte den Kalkstein des Donjons leicht rosa, wie er heute noch ist. Der nun ruinöse Donjon wurde dann vollständig in privates Eigentum zurückgeführt und bildete einen Teil des Grundstückes des Nachbarhauses, das Samuel Waud gehörte.

### 18. Jahrhundert

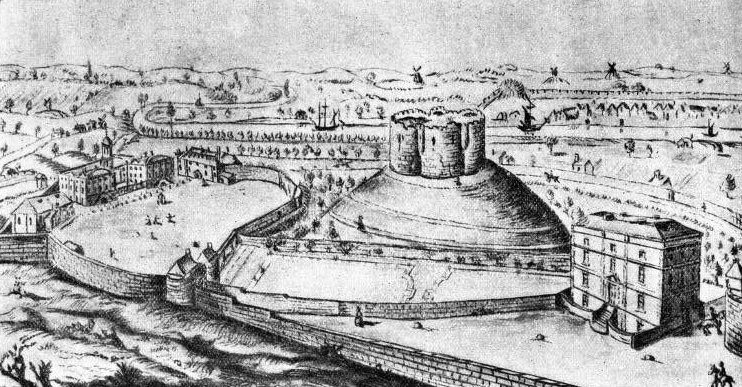
Skizze des Anwesens von York Castle (ca. 1730): Von links nach rechts: Lage der früheren Vorburg mit dem Sessions House; Gefängnis mit Gerichtsgebäude; Clifford’s Tower mit dem Fluss Foss davor und dem Fluss Ouse dahinter; Samuel Wauds Haus und Garten.

Um 1701 waren die Haftbedingungen im Distriktgefängnis skandalös geworden und man beschloss, das Gelände der alten Vorburg neu zu bebauen. Eine am Ort erhobene Steuer bildete einen Teil der Finanzierung und der König erlaubte die Nutzung der Ruinen der St Mary’s Abbey als Steinbruch. Drei neue Gebäude wurden südlich des Clifford’s Tower errichtet. Ein neues Gefängnis der Grafschaft, das 1701–1705 von William Wakefield gebaut wurde, wurde auf die Südseite gesetzt. Es ähnelte stark den damals modernen Arbeiten von John Vanbrugh. Der örtliche Architekt John Carr entwarf dann den Schwurgerichtshof, der 1773–1777 anstelle des alten Gerichtsgebäudes auf der Westseite gebaut wurde. Er war höher als das Frauengefängnis, das als Ersatz für das Sessions House und die Common Hall 1780–1783 auf der Ostseite entstand. Das Frauengefängnis und das Distriktgefängnis wurden später zusammengelegt und bildeten das Schuldgefängnis. Beide von Carr entworfenen Gebäude zeigten einen deutlich klassizistischen Stil, der Schwurgerichtshof wurde damals als „großartiges Gebäude mit ionischen Säulen“ gepriesen. Im Burghof wurde 1777 eine kreisrunde Rasenfläche angelegt, die „Eye of the Ridings“ (dt. „Auge der Ridings“; Riding = Unter(wahl)bezirk) genannt wurde, weil sie zur Wahl der Parlamentsmitglieder für York genutzt wurde.
Bei Besuchen in diesen Gefängnissen, die der Gefängnisreformer John Howard im Rahmen einer Recherche für sein Buch The State of the Prisons durchführte, befand er diese als beschädigt, aber in relativ gutem Zustand im Vergleich zu anderen damaligen Gefängnissen. Das Schuldgefängnis als Ganzes war eine „Ehre für die Grafschaft“ Yorkshire mit „luftigen und gesunden“ Räumen, aber der Flügel für Kapitalverbrecher zog doch einige Kritik auf sich. Der Flügel für Kapitalverbrecher war „zu klein“ und hatte „keinen Wasseranschluss“ für die Insassen. Auch wurden Insassen dazu gezwungen, auf Strohballen am Boden zu schlafen. Tatsächlich waren die Bedingungen im Flügel für Kapitalverbrecher so schlecht, dass 1739 neun Gefangene in einer Nacht erstickten.
Außerhalb der Burgmauern waren die Mühlen der Burg seit dem 16. Jahrhundert wegen der Abnahme des Wasserdurchflusses in den Flüssen, die diese Mühlen antrieben, zunehmend uneffektiv geworden. Folglich wurden sie 1778 durch neue Mühlen mit Dampfmaschinenantrieb ersetzt. Diese Dampfmaschine verursachte durch ihren Rauch und ihren Lärm erhebliche Belästigungen für die Gefangenen.

### 19. Jahrhundert

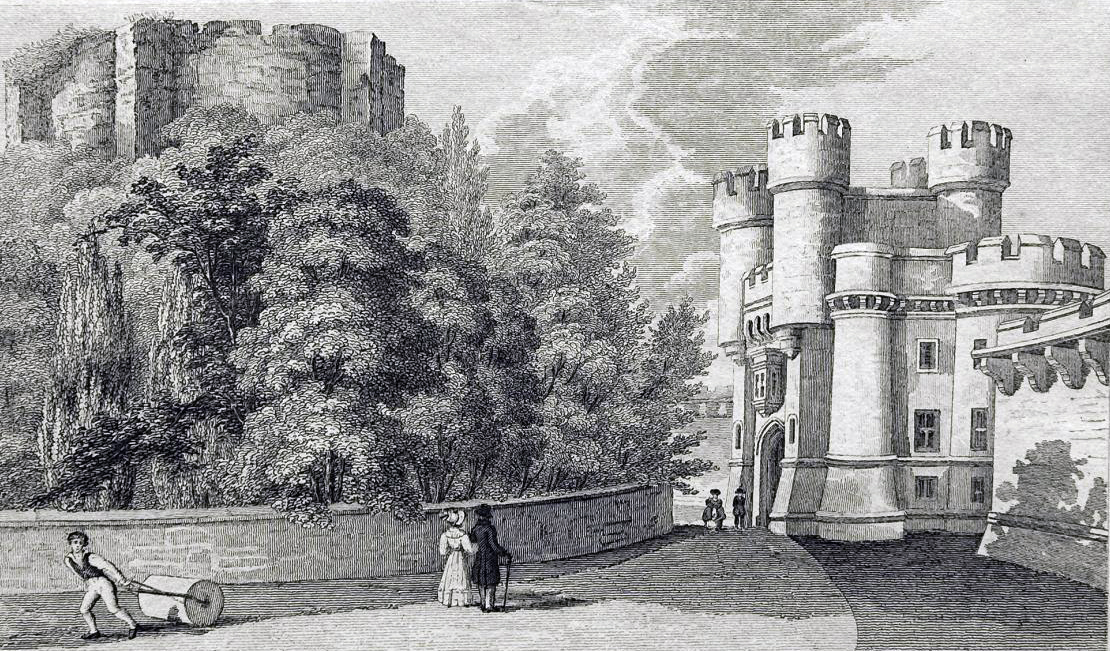
Das zinnenbewehrte jakobinische Torhaus des 1825 erbauten Gefängnisses auf York Castle mit dem Clifford’s Tower (Abbildung von 1830).

Die Kritik am Gefängnis in der Burg nahm Ende des 18. Jahrhunderts zu. Die Einrichtung wurde als ungeeignet angesehen und die Zuschauermenge, die sich vor dem Gefängnis sammelte, um die Gefangenen zu beobachten, die nach York zur Hinrichtung gebracht wurden, als unziemlich. Ab 1803 versuchte man, die Art und Weise, in der Hinrichtungen durchgeführt wurden, zu verbessern: Man nutzte den früheren Burghof, das „Eye of the Ridings“, anstatt der Innenstadt von York für diesen Zweck, auch wenn sich die Menschenmenge immer noch vor der Vorburg versammelte, um den langsamen Tod der Gefangenen zu beobachten. 1813 wurde der Hinrichtungsprozess durch die Einführung des „kurzen Falls“ beschleunigt. Ein Jahr später konnten dadurch z. B. gleichzeitig vierzehn luddistische Agitatoren auf der Burg hingerichtet werden. Die Überbelegung des Gefängnisses war nun ebenfalls ein Problem, da bis zu 114 Gefangene gleichzeitig einsaßen. Gelegentlich mussten etwa 40 Untersuchungsgefangene im Gefängnishof untergebracht werden, weil es keinen anderen Platz für sie gab.
Die Eignung des Gefängnisses stand schließlich auf dem Prüfstand, als während der Schwurgerichtsprozesse 1821 in York eine offizielle Beschwerde eingereicht wurde und eine Untersuchung begann. Man beschloss, Clifford’s Tower und das Haus der Wauds zu kaufen, um sie abzureißen und so Platz für ein neues, moderneres Gefängnis zu schaffen. Sydney Smith, der bekannte Gelehrte, Autor und Vikar von Foston-le-Clay, führte erfolgreich eine Kampagne zur Rettung von Clifford’s Tower an, indem er die geschichtliche Bedeutung des Ortes für die umgebende Stadt betonte. Ein anderer Vorschlag, vorgebracht vom Architekten Robert Wallace, war der Ausbau von Clifford’s Tower zu einem bewohnbaren Gebäude, das den Mittelpunkt eines radial aufgebauten Gefängnisses bilden sollte. Aber dieser Vorschlag wurde verworfen.
1825 wurden der Clifford’s Tower und das Haus der Wauds von der Grafschaft Yorkshire zum Preis von £ 8800 (Vergleichswert: £ 665.000 im Jahre 2009) erworben. Die neuen Gefängnisgebäude, entworfen von den Architekten P. F. Robinson und G. T. Andrews, wurden einschließlich eines 11 Meter hohen Torhauses und eines radialen Gefängnisblocks, der durch eine lange Steinmauer geschützt wurde, in jakobinischem Stil errichtet. Das Gefängnis galt als eines der stärksten derartigen Gebäude in England; es wurde komplett aus Stein errichtet und war sowohl ausbruchssicher als auch unbrennbar. Dunkelgrauer, harter Sandstein wurde zum Bau benutzt, um ein abschreckendes Erscheinungsbild zu erhalten, auch wenn das Gefängnis als gesundheitlich einwandfrei und gut belüftet galt. Clifford’s Tower spielte im formellen Design des Gefängnisses, wenn auch der Hang der Motte angeschnitten und mit einer Stützmauer versehen wurde, um mehr Platz für das neue Gefängnisgebäude zu schaffen, keine Rolle. Der Hinterhof des Frauengefängnisses, der durch eine neue Mauer vor den Blicken der Öffentlichkeit geschützt war, wurde ab 1868 für Hinrichtungen durch Erhängen genutzt. Mit dem Gefängnisgesetz von 1877 wurde das englische Gefängnissystem reformiert und das Gefängnis auf York Castle unterstand ab dem Folgejahr der Zentralregierung. Es diente noch bis 1900 als Gefängnis der Grafschaft, dann wurden die verbleibenden Gefangenen an das Gefängnis in Wakefield überstellt. Von da ab diente das Gefängnis auf York Castle als Militärgefängnis.

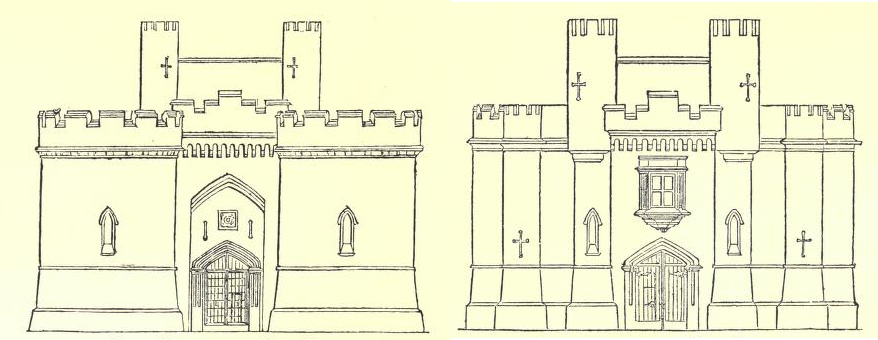
Originale Entwürfe der Architekten Robinson und Andrews für die Frontfassade (links) und Innenfassade (rechts) des neuen, 1825 gebauten Torhauses des Gefängnisses auf York Castle

Anfang des 19. Jahrhunderts machten es das Ausbaggern und andere Verbesserungen am Fluss Foss möglich, Mehl auf dem Fluss nach York zu bringen, und so nahm die wirtschaftliche Bedeutung der Burgmühlen ab. Im Jahre 1856 wurden die Burgmühlen schließlich abgerissen, um die Verhältnisse an diesem Teil des Flusses weiter zu verbessern. Der King's Pool, ein Teil der Wasserverteidigungsanlagen der Burg, wurde trockengelegt. Mit dem Bau etlicher neuer Brücken in der Nähe der Burg war diese „nicht mehr von Gräben, sondern von Straßen umgeben“.
1890 war die Gefängnisleitung damit einverstanden, dass Clifford’s Tower zum nationalen Denkmal erklärt und als historischer Ort erhalten wurde. 1902 übergab man Clifford’s Tower zusammen mit einer Geldsumme von £ 3000 (Vergleich: £ 242.000 im Jahre 2009) unter Vermittlung von Lord Wenlock an die Verwaltung von North Yorkshire zur Erhaltung und Reparatur. Die Beschädigung der Motte und des Mauerwerks des Donjons im 16. Jahrhundert hatten für übermäßigen Druck auf die unterstützende Motte gesorgt, was zu einer Wiederkehr der Setzung aus dem 14. Jahrhundert führte. Sir Basil Mott, ein führender viktorianischer Bauingenieur, installierte einen Betonunterbau, um die Struktur unter dem Torhaus zu stabilisieren. Anfang des 20. Jahrhunderts wurde Clifford’s Tower regelmäßig für die Öffentlichkeit zugänglich gemacht und 1915 wurde er an die Office of Works als nationales Denkmal übergeben.

### 20. und 21. Jahrhundert

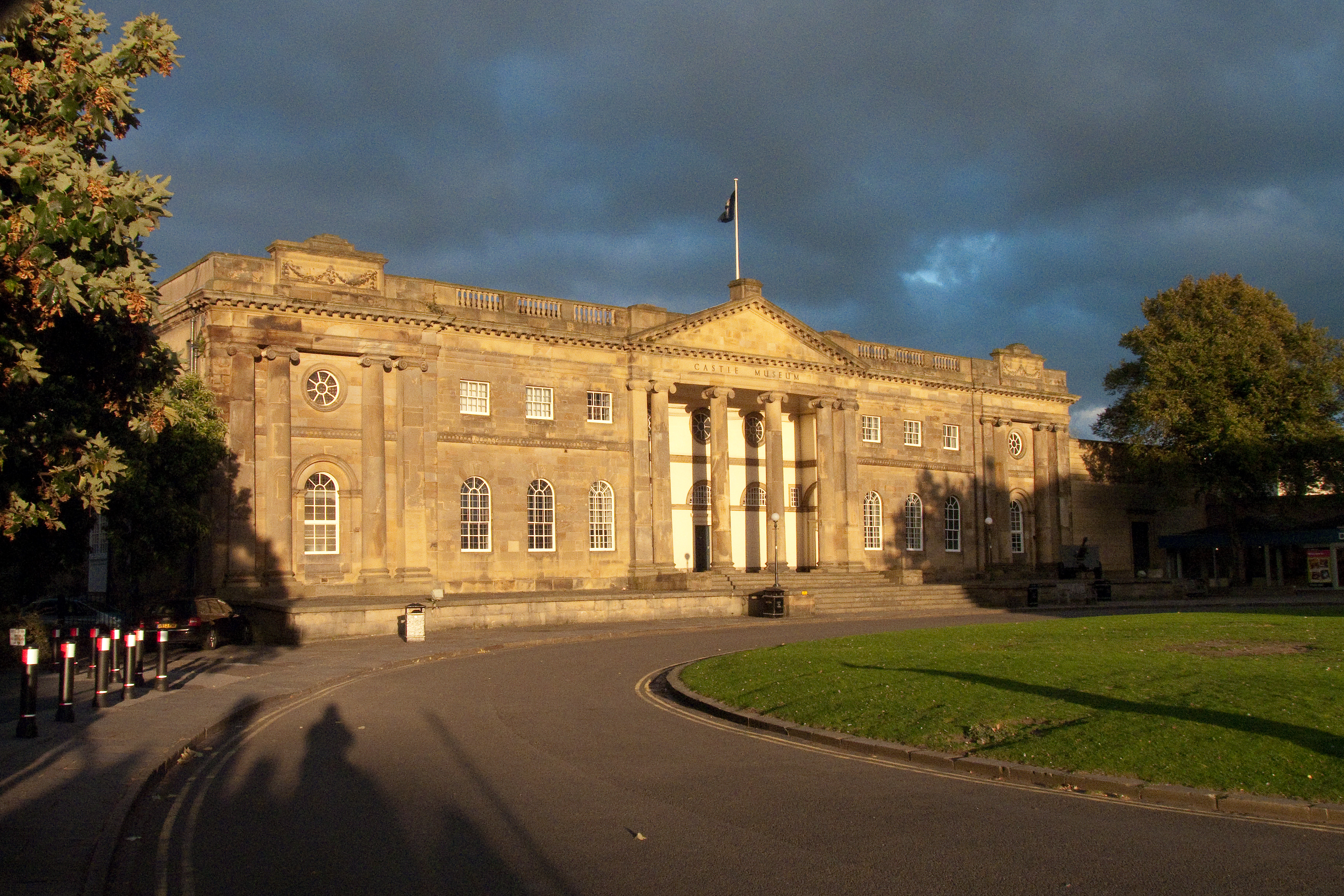
Das Frauengefängnis, heute Teil des York Castle Museum.

Das Gefängnis von York wurde schließlich 1929 geschlossen und 1935 wurden die jakobinischen Gefängnisgebäude abgerissen. Im Gebäude des Schwurgerichtshofes residiert heute der York Crown Court, während das frühere Schuld- und Frauengefängnis zusammen mit einem neuen Eingangsbereich das York Castle Museum bilden. Die kreisförmige Rasenfläche zwischen den Gebäuden, die einst „Eye of the Ridings“ genannt wurde, ist heute der Burggarten, oder auch das „Eye of York“. Clifford’s Tower ist der am besten sichtbare, bis heute erhaltene Teil der mittelalterlichen Befestigungen, nur die Steinstufen, die an der Seite der Motte nach oben führen, sind modernen Ursprungs. Fragmente der Burgmauer, Teile des südlichen Torhauses und einer der Ecktürme sind ebenfalls bis heute erhalten.
Die Burg ist von English Heritage als historisches Gebäude I. Grades gelistet und gilt als Scheduled Monument. Das Anwesen wird von English Heritage verwaltet und ist öffentlich zugänglich. Bis in die 1970er-Jahre wurde das Pogrom von 1190 in der offiziellen Geschichtsschreibung der Burg oft heruntergespielt; frühe offizielle Führer erwähnen es nicht einmal. Aber 1978 wurde die erste Gedenktafel an die Opfer an den Fundamenten von Clifford’s Tower angebracht und 1990 erinnerte man dort an den 800. Jahrestag der Morde. Kürzlich wollten Investoren Supermärkte in der Umgebung des Donjons etablieren. Bürger, Besucher, Akademiker, Umweltaktivisten, örtliche Geschäftsleute und jüdische Gruppen haben diese Entwicklung aber erfolgreich verhindert, indem sie 2003 einen langwierigen und bitteren Prozess gewannen.
2022 wurde der Turm für 5,9 Mio. Euro saniert und mit einer Dachterrasse ergänzt. 2024 betrug die Besucherzahl etwa 162.000 Personen.

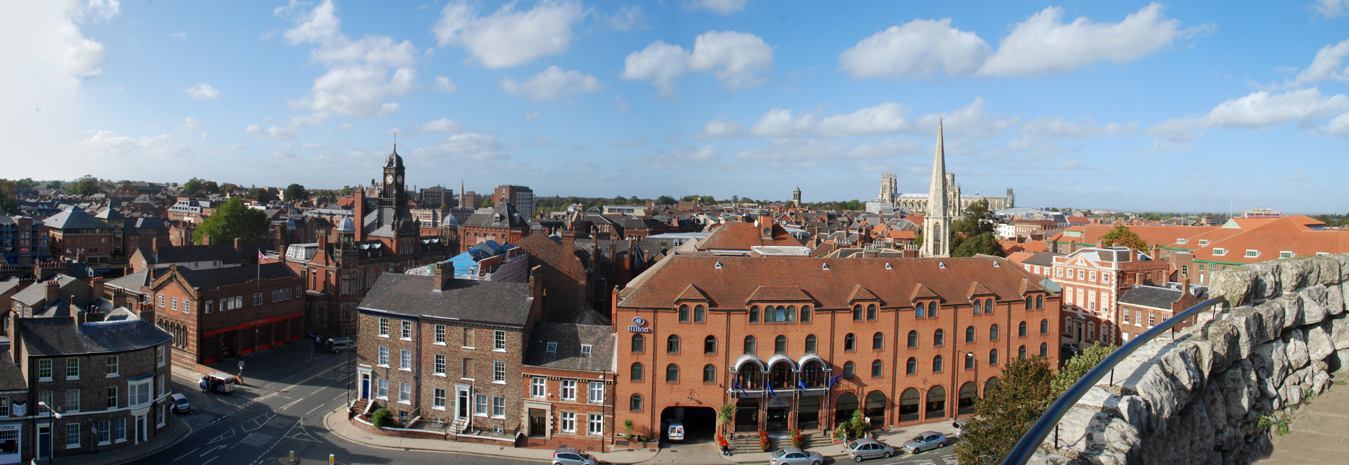
Blick von Clifford’s Tower auf das York Minster